# Dientje
Dientje is een Belgische stripreeks die begonnen is in 1966 met Michel Regnier als schrijver en Paul Cuvelier tekenaar.

## Albums
Alle albums zijn geschreven door Michel Regnier en getekend door Paul Cuvelier.
| Nummer | Titel                       | Uitgever(s)                           |
| ------ | --------------------------- | ------------------------------------- |
| 1      | Het geheim van de boekanier | Le Lombard, Van der Hout & Co.        |
| 2      | De duivelskloof             | Le Lombard, Van der Hout & Co.        |
| 3      | Misdaad in het circus       | Uitgeverij Helmond, Le Lombard        |
| 4      | De haaien van Korador       | Le Lombard, Uitgeverij Paul Rijperman |
| 5      | (La maison du mystère)      | Le Lombard                            |